# 네버랜드를 찾아서
《네버랜드를 찾아서》(Finding Neverland)는 2004년에 개봉한 영국-미국 합작의 역사 판타지 드라마 영화다. 극작가 제임스 매슈 배리의 《피터와 웬디》를 만드는 데에 영감을 준 가족과의 관계를 다룬 내용이며, 마르크 포르스터가 연출하였다. 앨런 니가 쓴 희곡 《The Man Who Was Peter Pan》을 배경으로 데이비드 매기가 각본을 썼다.
아카데미 상에서 작품상, 각색상, 제임스 매슈 배리를 연기한 조니 뎁의 남우주연상 등을 포함한 후보에 올랐으며, 2004년 아카데미상에서 얀 A. P. 카치마레크의 음악상을 수상하였다.
이 영화는 2012년 동명의 뮤지컬 네버랜드를 찾아서에 영감을 주었다.

## 출연
- 조니 뎁 - 제임스 매슈 배리
- 케이트 윈슬렛 - 실비아 르웰린 데이비스
- 더스틴 호프먼 - 찰스 프로먼
- 줄리 크리스티 - 엠마 듀 모리에 부인
- 라다 미첼 - 메리 앤셀 배리
- 프레디 하이모어 - 피터 르웰린 데이비스
- 닉 루드 (Nick Roud) - 조지 르웰린 데이비스
- 조 프로스페로 - 잭 르웰린 데이비스
- 루크 스필 (Luke Spill) as 마이클 르웰린 데이비스
- 이언 하트 - 아서 코넌 도일
- 올리버 폭스 - 길버트 캐넌
- 매켄지 크룩 - 재스퍼스
- 켈리 맥도널드 - 피터 팬
- 앵거스 바넷 - 나나/라일리
- 토비 존스 - 스미
- 케이트 메이벌리 - 웬디 달링
- 맷 그린 - 존 달링
- 캐트린 리스 - 마이클 달링
- 팀 포터 - 후크 선장/조지 달링
- 제인 부커 - 메리 달링
- 아이린 에셀 - 스노우 부인
- 지미 가드너 - 스노우
- 폴 화이트하우스 - 무대 관리인